# Oktovianus Pogau
Oktovianus Pogau, né le 5 août 1992 dans le village de Mbamogo du district de Sugapa (id) et mort le 31 janvier 2016 à Jayapura,,, est un journaliste et activiste papou d'Indonésie.

## Biographie
Né dans la province indonésienne de Papouasie, il est l'un des fils du chef autochtone de son village, et de l'une des sept épouses de celui-ci. Ses parents meurent quand il est enfant. Bon élève à l'école, il obtient une bourse pour étudier les relations internationales à l'Université chrétienne d'Indonésie à Djakarta. Il devient membre de l'Alliance étudiante papoue, puis également du Comité national pour la Papouasie occidentale, mouvement pacifique demandant le droit à l'auto-détermination de la Papouasie indonésienne. Il suit dans le même temps une formation de journaliste en-dehors de l'université, et y suit notamment les cours d'un journaliste de l'organisation Human Rights Watch. Engagé politiquement à gauche, Oktovianus Pogau est décrit comme « admira[nt] Abdurrahman Wahid et idolâtra[nt] Fidel Castro », bien qu'étant pacifiste.
En tant que journaliste étudiant et que partisan de l'indépendance de la Papouasie, il couvre le congrès des indépendantistes papous à Jayapura en 2011, ainsi que les violences commises à cet événement par la police indonésienne : trois Papous sont tués, environ 600 sont arrêtés et cinq sont condamnés à trois ans de prison pour trahison. Les médias indonésiens en parlent peu, et Oktovianus Pogau crée alors en décembre 2011 le média Suara Papua, en langue indonésienne. Signifiant « Voix papoue », ce média couvre les violations indonésiennes des droits de l'homme en Papouasie, et recueille les témoignages de Papous ,. En octobre 2012, alors qu'il couvre pour le journal The Jakarta Globe une manifestation du Comité national pour la Papouasie occidentale (comité qu'il a quitté pour devenir journaliste, mais qu'il soutient toujours), des policiers indonésiens l'empêchent de prendre des photos, et le malmènent physiquement. Amnesty International rapporte qu'« [a]lors qu’il essayait de récupérer sa carte de presse pour la montrer aux policiers, l’un d’eux l’a pris à la gorge tandis qu’un autre lui donnait des coups de poing au visage ». Il reçoit par la suite des excuses de la part de la police,,.
En 2014, il révèle des fraudes massives commises par les autorités électorales lors du déroulement en Papouasie de l'élection présidentielle indonésienne. Dans « la plupart des districts de Papouasie », les autorités n'ouvrent aucun bureau de vote, empêchant ainsi les citoyens de participer, mais déclarent un taux de participation très élevé - parfois de 100 %, avec 100 % de bulletins en faveur de Joko Widodo.
Souffrant d'une maladie pulmonaire depuis un an, il meurt le soir du 31 janvier 2016, à l'âge de 23 ans. La Fondation Pantau, organisme de formation de journalistes à Djakarta, crée alors le « prix Pogau pour le courage en journalisme », dont la première récipiendaire en 2017 est Febriana Firdaus, jeune journaliste indonésienne qui a enquêté sur les massacres indonésiens des années 1960 en Papouasie, et qui couvre également les violences et les discriminations contre les personnes LGBT en Indonésie. En 2023, c'est le journaliste papou Victor Mambor qui reçoit ce prix, pour avoir continué à enquêter sur la situation en Papouasie indonésienne malgré les actes d'intimidation à son encontre.